# Tanacetipathes paula
Tanacetipathes paula är en korallart som beskrevs av Perez och Costa 2005. Tanacetipathes paula ingår i släktet Tanacetipathes och familjen Myriopathidae. Inga underarter finns listade i Catalogue of Life.